# Orliénas
Orliénas [ɔʁljena] est une commune française, située dans le département du Rhône en région Auvergne-Rhône-Alpes.
La commune d’une superficie de 1 042 ha est située sur une arête qui sépare deux affluents du Garon, le Merdanson et le Casanova. Les habitants se nomment les Orliénasiens.
En 1267, dans le cartulaire abbaye d’Ainay, sont mentionnés des noms de lieux-dits encore employés aujourd’hui et ont permis de désigner des noms de rues.

## Géographie

### Climat
Pour des articles plus généraux, voir Climat d'Auvergne-Rhône-Alpes et Climat du Rhône.
En 2010, le climat de la commune est de type climat océanique dégradé des plaines du Centre et du Nord, selon une étude du Centre national de la recherche scientifique s'appuyant sur une série de données couvrant la période 1971-2000. En 2020, Météo-France publie une typologie des climats de la France métropolitaine dans laquelle la commune est exposée à un climat de montagne ou de marges de montagne et est dans la région climatique  Nord-est du Massif Central, caractérisée par une pluviométrie annuelle de 800 à 1 200 mm, bien répartie dans l’année. 
Pour la période 1971-2000, la température annuelle moyenne est de 11,7 °C, avec une amplitude thermique annuelle de 17,8 °C. Le cumul annuel moyen de précipitations est de 773 mm, avec 8,7 jours de précipitations en janvier et 6,3 jours en juillet. Pour la période 1991-2020, la température moyenne annuelle observée sur la station météorologique de Météo-France la plus proche, « Mornant », sur la commune de Mornant à 6 km à vol d'oiseau, est de 12,1 °C et le cumul annuel moyen de précipitations est de 758,5 mm,. Pour l'avenir, les paramètres climatiques de la commune estimés pour 2050 selon différents scénarios d'émission de gaz à effet de serre sont consultables sur un site dédié publié par Météo-France en novembre 2022.

## Urbanisme

### Typologie
Au 1er janvier 2024, Orliénas est catégorisée ceinture urbaine, selon la nouvelle grille communale de densité à sept niveaux définie par l'Insee en 2022.
Elle appartient à l'unité urbaine de Lyon, une agglomération inter-départementale regroupant 123  communes, dont elle est une commune de la banlieue,,. Par ailleurs la commune fait partie de l'aire d'attraction de Lyon, dont elle est une commune de la couronne,. Cette aire, qui regroupe 397 communes, est catégorisée dans les aires de 700 000 habitants ou plus (hors Paris),.

### Occupation des sols
L'occupation des sols de la commune, telle qu'elle ressort de la base de données européenne d’occupation biophysique des sols Corine Land Cover (CLC), est marquée par l'importance des territoires agricoles (67,6 % en 2018), en diminution par rapport à 1990 (68,9 %). La répartition détaillée en 2018 est la suivante : 
zones agricoles hétérogènes (40,6 %), forêts (18,3 %), cultures permanentes (14,6 %), zones urbanisées (14,1 %), prairies (12,3 %). L'évolution de l’occupation des sols de la commune et de ses infrastructures peut être observée sur les différentes représentations cartographiques du territoire : la carte de Cassini (XVIIIe siècle), la carte d'état-major (1820-1866) et les cartes ou photos aériennes de l'IGN pour la période actuelle (1950 à aujourd'hui).

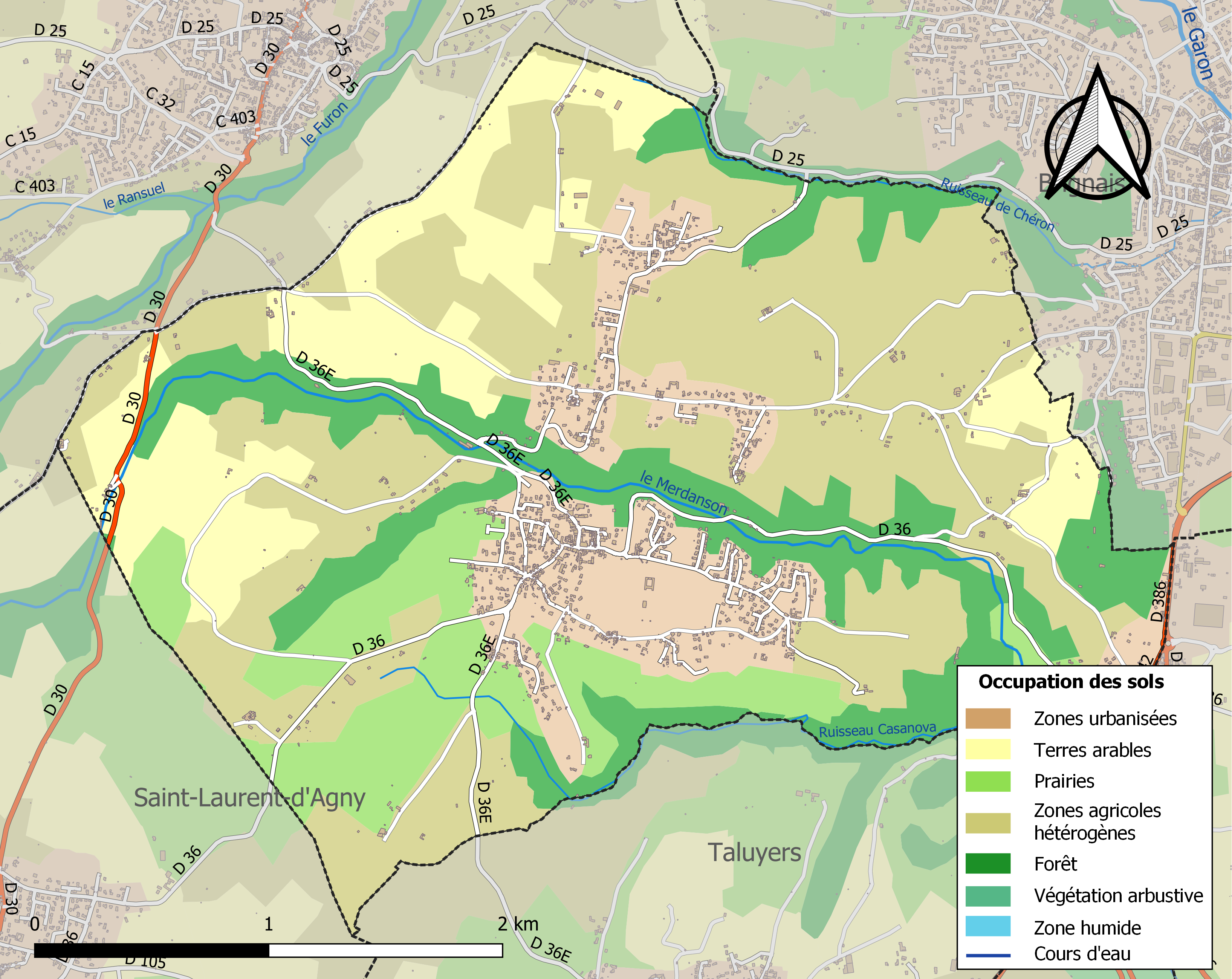
Carte des infrastructures et de l'occupation des sols de la commune en 2018 (CLC).

## Histoire

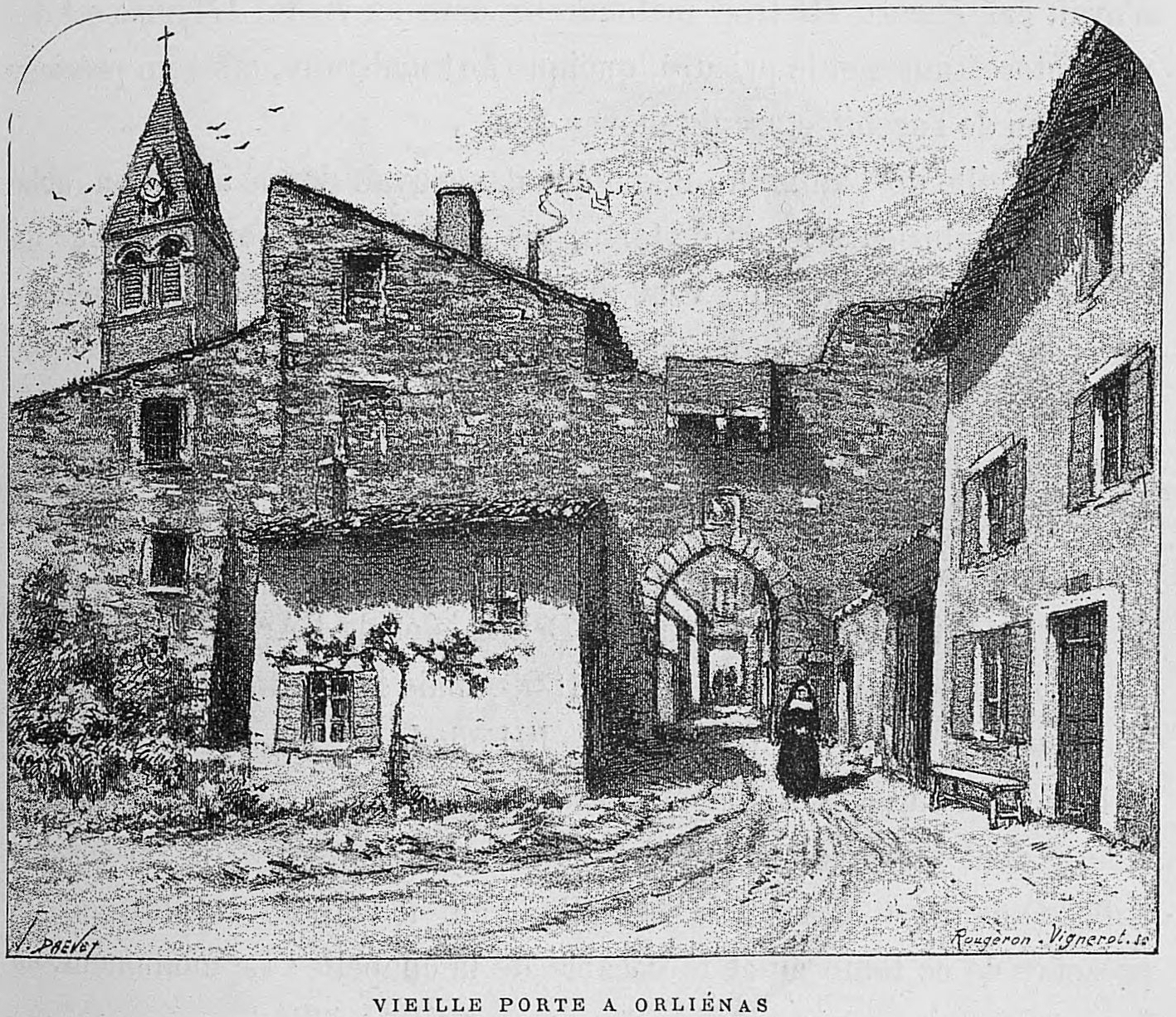
Vieille porte illustré par Joannès Drevet (1854–1940).

Ancien village fortifié bâti au IXe siècle. Il reste des vestiges de remparts, trois anciennes tours et une porte ogivale donnant accès au Castrum.
Au temps des romains, le village s'appelait Aurelianum puis Orlenatus (dans le cartulaire de Savigny).
Appelé aussi "Orliénas les eaux" à partir du XVIIIe siècle par la découverte d'eaux aux propriétés curatives en 1766. Ces eaux, très prisées, soignaient essentiellement des maladies de peau ou les problèmes digestifs, ainsi que l'attestent de nombreux témoignages de guérisons quasi miraculeuses. Leurs propriétés sont d'ailleurs intactes, mais le faible débit en interdit la consommation, le produit étant beaucoup trop concentré.

## Politique et administration
| Période                                  | Période      | Identité            | Étiquette | Qualité                                                                                |
| ---------------------------------------- | ------------ | ------------------- | --------- | -------------------------------------------------------------------------------------- |
| Les données manquantes sont à compléter. |              |                     |           |                                                                                        |
| ?                                        | 1885 (décès) | Charles Méra        |           | Libraire et marchand de tableaux Conseiller général du canton de Mornant (1881 → 1885) |
| Les données manquantes sont à compléter. |              |                     |           |                                                                                        |
| mars 1977                                | mars 1983    | François Viollier   |           |                                                                                        |
| mars 1983                                | 1992         | Jacques Vincent     |           |                                                                                        |
| 1992                                     | 1997         | François Lépine     |           |                                                                                        |
| 1998                                     | mars 2008    | Jean-Charles Monnet | SE        | Ingénieur                                                                              |
| mars 2008                                | mai 2020     | Thierry Badel       | SE        | Ingénieur                                                                              |
| mai 2020                                 | En cours     | Olivier Biaggi      | DVG       | Responsable projets industriels                                                        |

## Démographie
L'évolution du nombre d'habitants est connue à travers les recensements de la population effectués dans la commune depuis 1793. Pour les communes de moins de 10 000 habitants, une enquête de recensement portant sur toute la population est réalisée tous les cinq ans, les populations de référence des années intermédiaires étant quant à elles estimées par interpolation ou extrapolation. Pour la commune, le premier recensement exhaustif entrant dans le cadre du nouveau dispositif a été réalisé en 2007.

En 2022, la commune comptait 2 633 habitants, en évolution de +9,34 % par rapport à 2016 (Rhône : +3,93 %, France hors Mayotte : +2,11 %).
| 1793 | 1800 | 1806 | 1821 | 1831 | 1836 | 1841  | 1846  | 1851  |
| ---- | ---- | ---- | ---- | ---- | ---- | ----- | ----- | ----- |
| 750  | 775  | 842  | 803  | 800  | 908  | 1 004 | 1 033 | 1 034 |

| 1856 | 1861  | 1866  | 1872  | 1876  | 1881 | 1886 | 1891 | 1896 |
| ---- | ----- | ----- | ----- | ----- | ---- | ---- | ---- | ---- |
| 992  | 1 069 | 1 097 | 1 023 | 1 064 | 938  | 944  | 951  | 929  |

| 1901 | 1906 | 1911 | 1921 | 1926 | 1931 | 1936 | 1946 | 1954 |
| ---- | ---- | ---- | ---- | ---- | ---- | ---- | ---- | ---- |
| 892  | 896  | 817  | 790  | 725  | 703  | 683  | 603  | 792  |

| 1962 | 1968 | 1975  | 1982  | 1990  | 1999  | 2006  | 2007  | 2012  |
| ---- | ---- | ----- | ----- | ----- | ----- | ----- | ----- | ----- |
| 886  | 984  | 1 184 | 1 482 | 1 617 | 1 976 | 2 156 | 2 182 | 2 310 |

| 2017  | 2022  | - | - | - | - | - | - | - |
| ----- | ----- | - | - | - | - | - | - | - |
| 2 444 | 2 633 | - | - | - | - | - | - | - |

## Lieux et monuments
Ancien prieuré fondé par les bénédictins de l'abbaye d'Ainay. Son ancienne église fortifiée (au 4e angle des remparts) s'est écroulée en 1868 et a été remplacée par l'église actuelle inaugurée en 1873. Son clocher de couleur or est facilement reconnaissable.
À l'angle d'une vieille maison de la rue Noire on peut voir une madone du XVIe siècle. La plaque au-dessus indique que réciter un pater et un ave devant cette statue donne quarante jours de pardon.

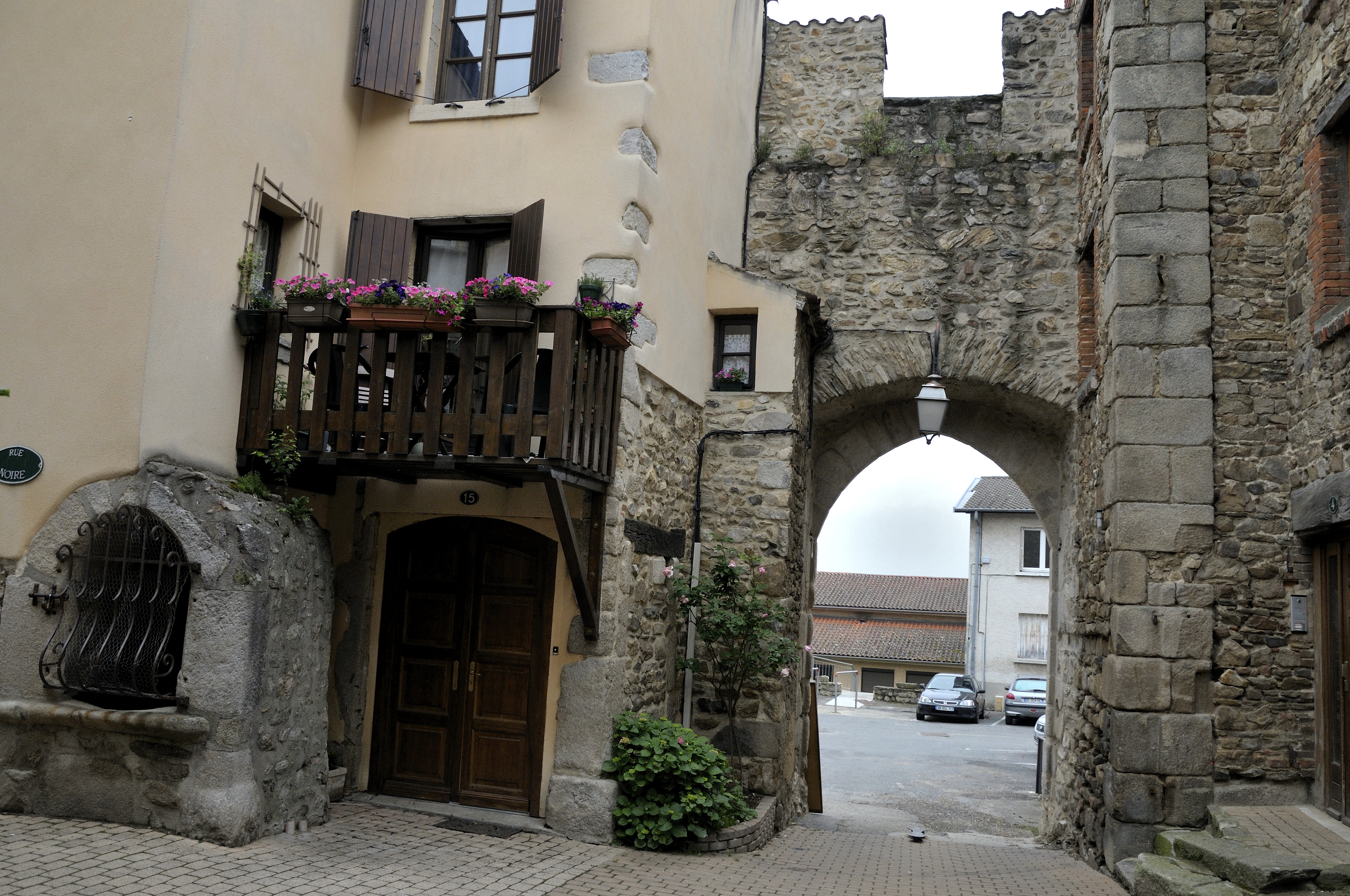
Rue Noire et porte fortifiée.

Vestige de l'ancienne voie ferrée "Fourvière Ouest-Lyonnais" avec la gare du Violon.
Dans le centre se trouve le vieil Orliénas une place entièrement pavée, où se passent chaque année des fêtes (fêtes de la musique) et des vides-greniers.
L'étang de Combe Gibert à la limite sud de la commune.

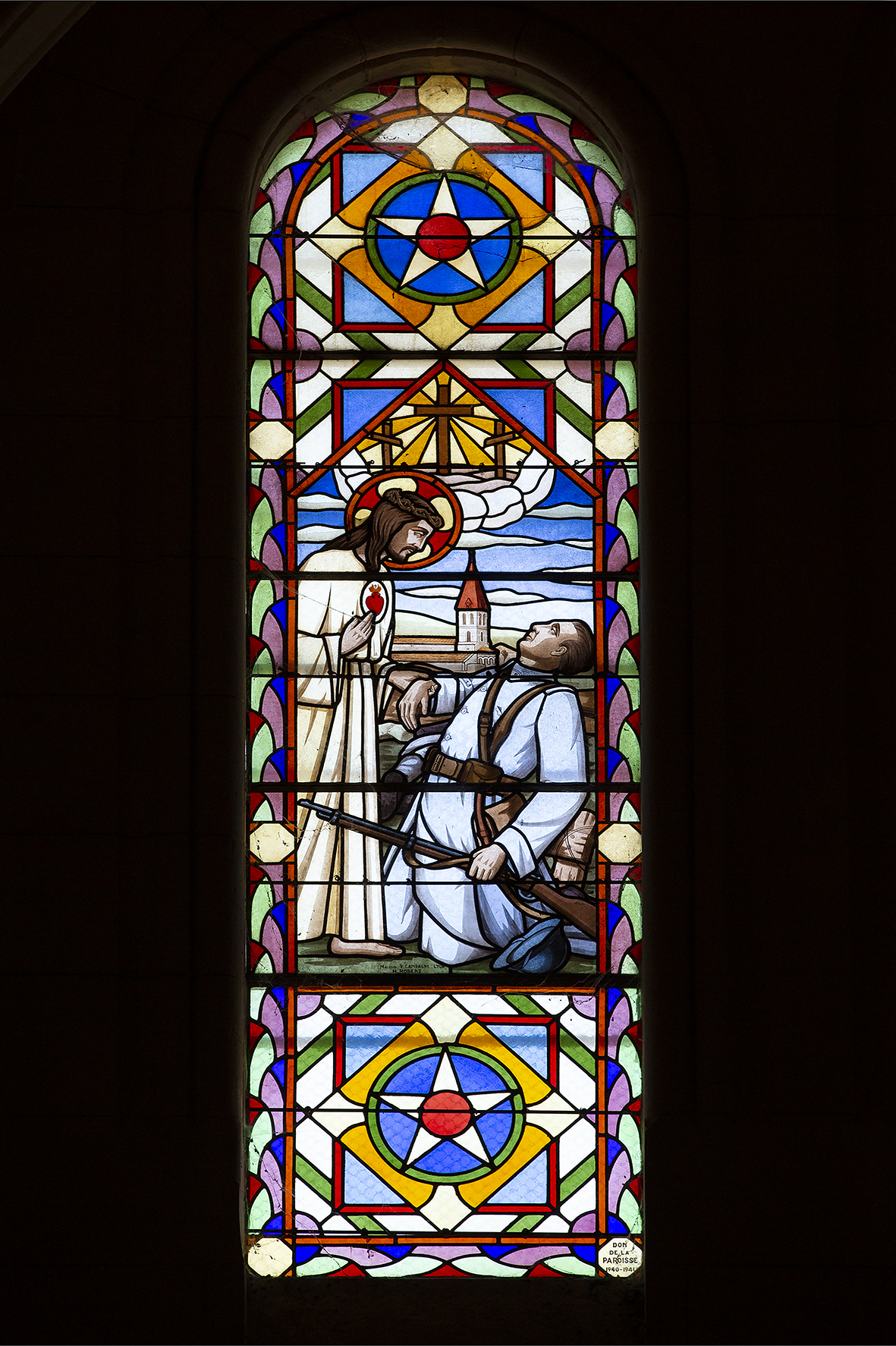
Vitrail patriotique de l'église.

## Personnalités liées à la commune
- Benoit Fond, homme politique français né le 9 octobre 1793 à Orliénas (Rhône) et décédé le 10 septembre 1888 à Chaponost (Rhône).
- Alexandre Luigini (musicien et compositeur, 1850-1906).
- Ferdinand Luigini (peintre paysagiste, fils du précédent, 1870-1943).
- Victor Tardieu (peintre, 1870-1937).